# Передове (Волноваський район)
Передове́ — село (до 2011 року — селище) Хлібодарівської сільської громади Волноваського району Донецької області України.

## Загальні відомості
Передове підпорядковане Рівнопільській сільській раді. Відстань до райцентру становить близько 28 км і проходить автошляхом місцевого значення. Землі села межують із с. Нова Каракуба, Старомлинівська сільська громада, Донецької області.

## Населення

### Мова
Розподіл населення за рідною мовою за даними перепису 2001 року:
| Мова       | Кількість | Відсоток |
| ---------- | --------- | -------- |
| українська | 112       | 81.16%   |
| російська  | 25        | 18.12%   |
| білоруська | 1         | 0.72%    |
| Усього     | 138       | 100%     |

За даними перепису 2001 року населення села становило 138 осіб, із них 81,16 % зазначили рідною мову українську, 18,12 % — російську та 0,72 % — білоруську мову.